# Exophiala dopicola
Exophiala dopicola är en svampart som beskrevs av Katz & McGinnis 1980. Exophiala dopicola ingår i släktet Exophiala och familjen Herpotrichiellaceae.   Inga underarter finns listade i Catalogue of Life.